# Klasper motyli
Klasper (łac. clasper) – element samczych narządów genitalnych motyli.
Klasper to wyrostek umieszczony w końcowej części sakulusa (sacculus). U Oecophoridae ma on kształt kolca lub haczyka. Wystaje na wewnętrzną powierzchnię walwy.